# Ledererschlössel
Das Ledererschlössel – als Palais Huldenberg errichtet – war ein historisches Bauwerk in Wien-Weidlingau, Mühlbergstraße 7–9.

## Namensgebung
Das ursprünglich nach dem Namen des Bauherren Freiherr von Huldenberg benannte Palais wurde ab dem Erwerb durch das Ehepaar August und Serena Lederer im frühen 20. Jahrhundert Ledererschlössel bezeichnet. Der Industrielle August Lederer war Inhaber der Raaber und Jungbunzlauer Spiritusfabriken und war einer der damals bekanntesten Kunstmäzene und Förderer der Wiener Secession, besonders von Gustav Klimt.

## Errichtung, Umgestaltung, Demolierung

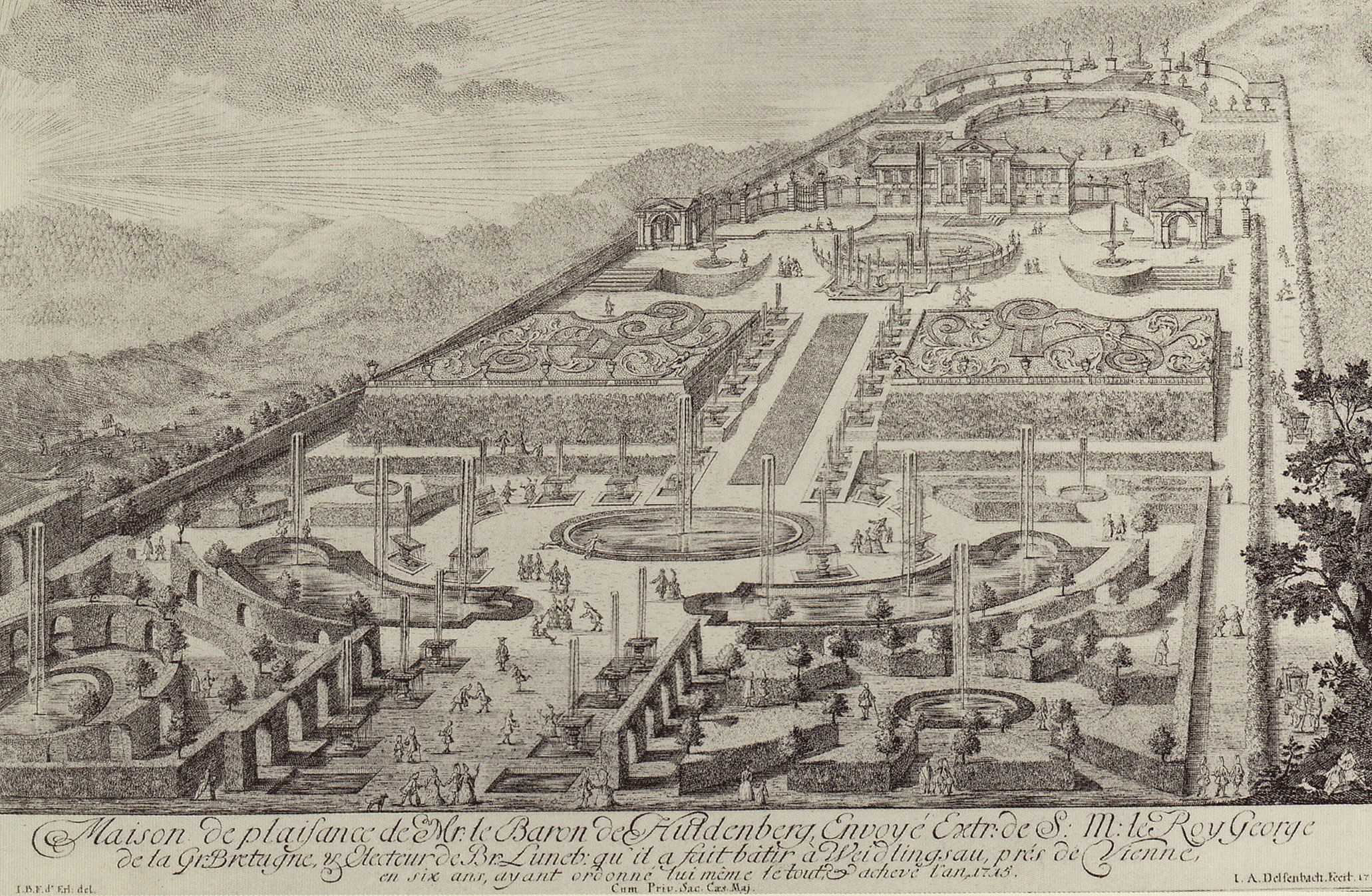
Das Huldenbergschlösschen (1715)

Erbaut wurde das Palais in den Jahren 1709–1715 nach Plänen von Johann Bernhard Fischer von Erlach als Gartenpalais für den Repräsentanten des Kurfürsten von Hannover sowie Gesandten des Königs von England am Hof Kaiser Karls VI., Daniel Erasmus Freiherr von Huldenberg, von dem sich auch die Bezeichnungen „Palais Huldenberg“, „Huldenbergvilla“ oder „Huldenbergschlösschen“ ableiten. Das im oberen Bereich des vom Wienerwald abfallenden großen Grundstücks errichtete Gebäude besaß neun Fensterachsen, wobei das mittlere Fenster des höheren dreiachsigen Mittelrisalits mit einer Ädikula bekrönt war. Das große Anwesen war weit über die Landesgrenzen – nicht zuletzt für seine abgetreppte, einzigartige barocke Gartenanlage mit einer Reihe von Statuen und zahlreichen kombinierbaren Wasserspielen, einem Amphitheater und einer Reitbahn – bekannt, und wurde von illustren Gästen, angeblich auch von Kaiser Karl VI., besucht.

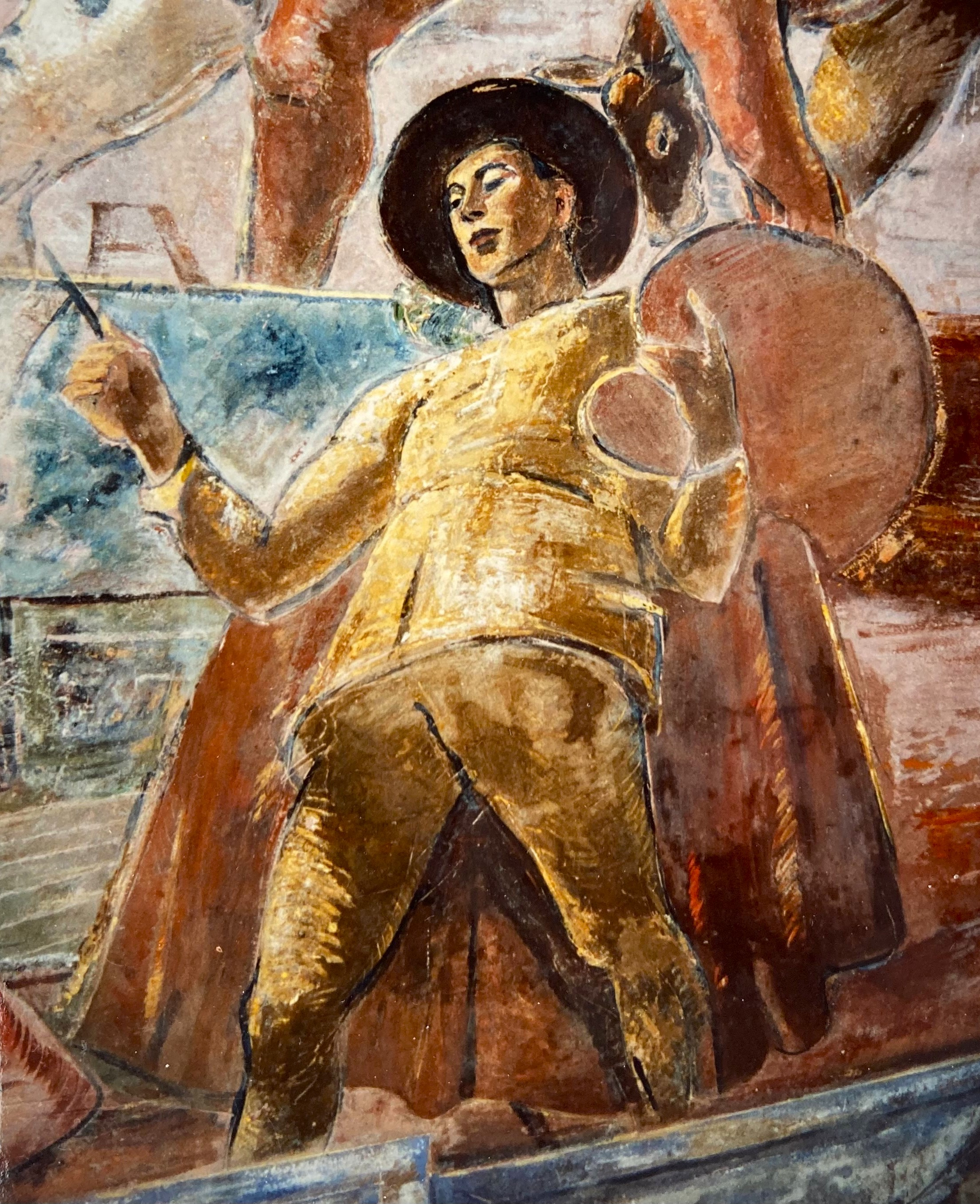
Deckenfresko „Heimkehr Dianas von der Jagd“, Detail „Der Maler“ (monogrammiert AF), Anton Faistauer, 1929, Palais Huldenberg-Lederer

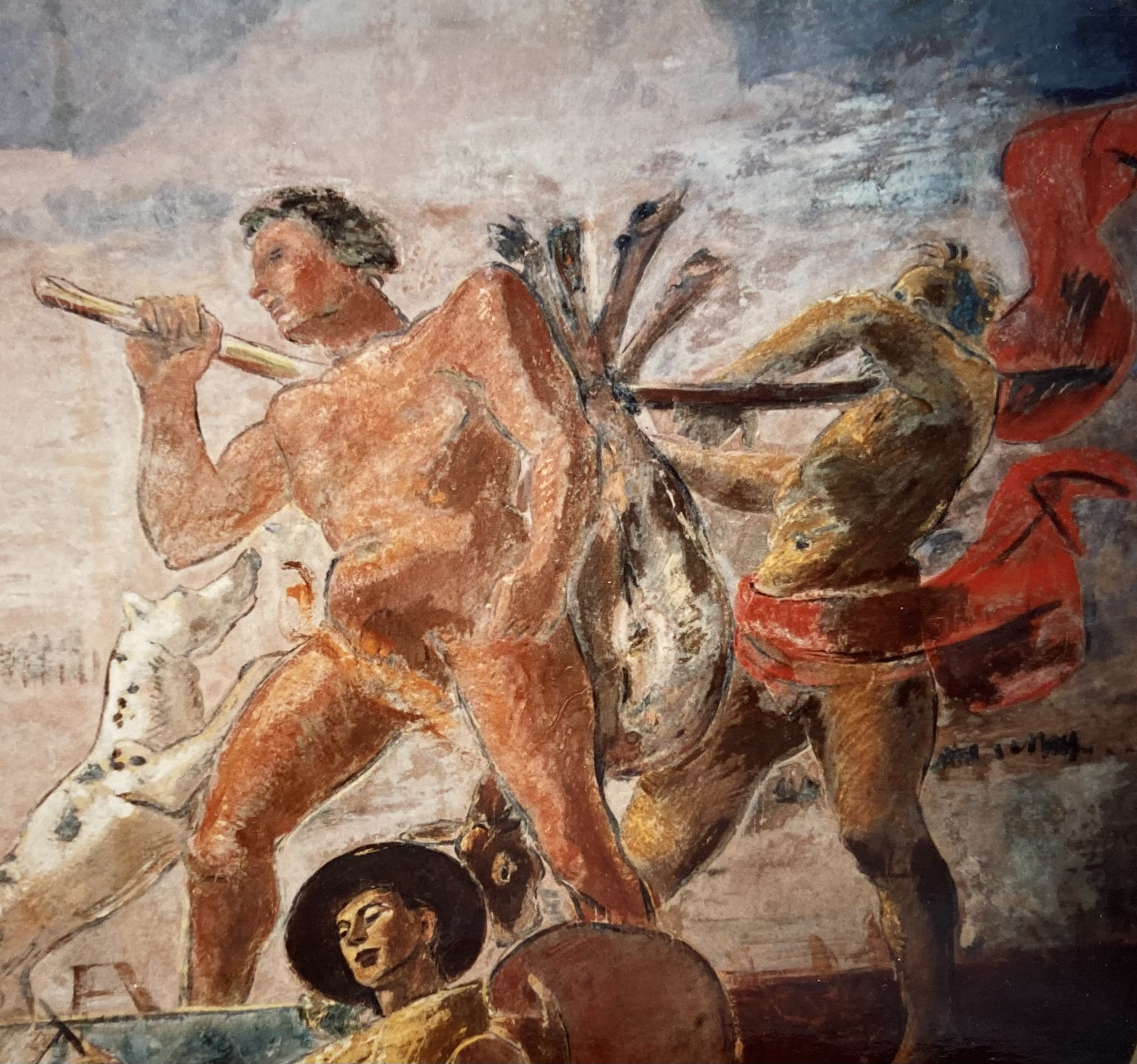
2. Detail des Deckenfreskos "Heimkehr Dianas von der Jagd", Anton Faistauer, 1929, Palais Huldenberg-Lederer

Anfang des 19. Jahrhunderts fand eine Erweiterung des Gebäudes auf 17 Fensterachsen statt, bei welcher der Mittelrisalit mit einem Portikus versehen und ihm anstelle der Ädikula oberhalb des Mittelfensters ein großer Dreiecksgiebel aufgesetzt wurde, um ihm im nunmehr langgestreckten Baukörper mehr Gewicht zu verleihen, wobei der Charakter des Palais dem Zeitgeschmack entsprechend im klassizistischen Stil „modernisiert“ wurde. Während die Sala terrena des Palais Stukkaturen mit Chinoiserie-Elementen aufwies, war der Festsaal im Piano nobile des Palais mit prachtvollen Stukkaturen und Boiserien im Neo-Rokoko-Stil ausgestattet. Nach Kauf der Liegenschaft beauftragten die neuen Eigentümer Serena und August Lederer Anton Faistauer im Jahr 1929 mit der Schaffung eines zentralen Freskos an der Decke des eindrucksvollen Treppenhauses mit kunstvoll geschmiedetem Treppengeländer zum Thema Heimkehr Dianas von der Jagd, in dem dieser u. a. auch Hugo von Hofmannsthal – rechts unten am Sockel lehnend – verewigte, mit dem ihn eine lange Freundschaft verband. Das Fresko sollte übrigens Faistauers letztes – und einziges auf Wiener Boden – werden.

Zustand 1971 kurz vor Demolierung
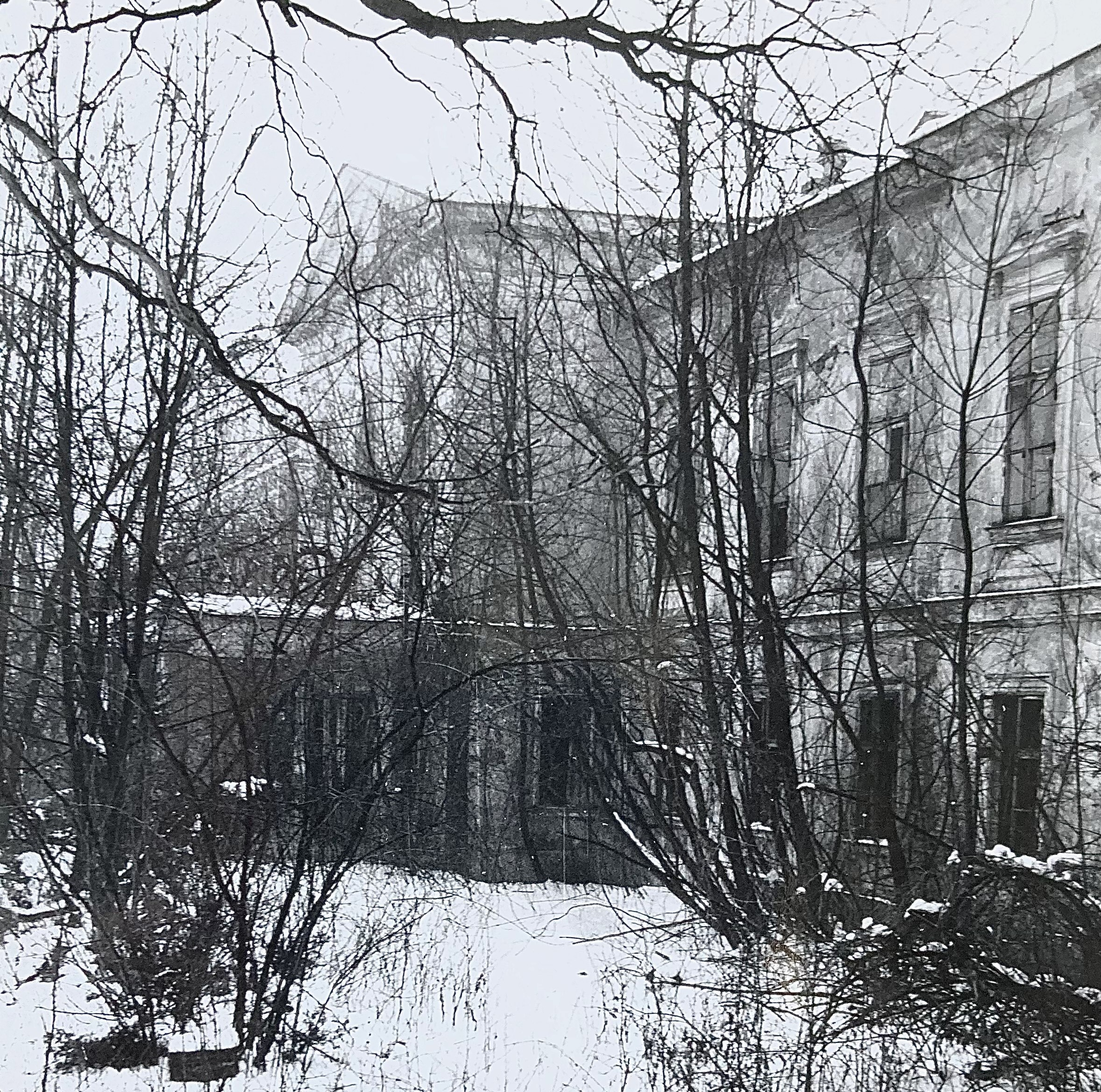
Seitenansicht der Hauptfassade
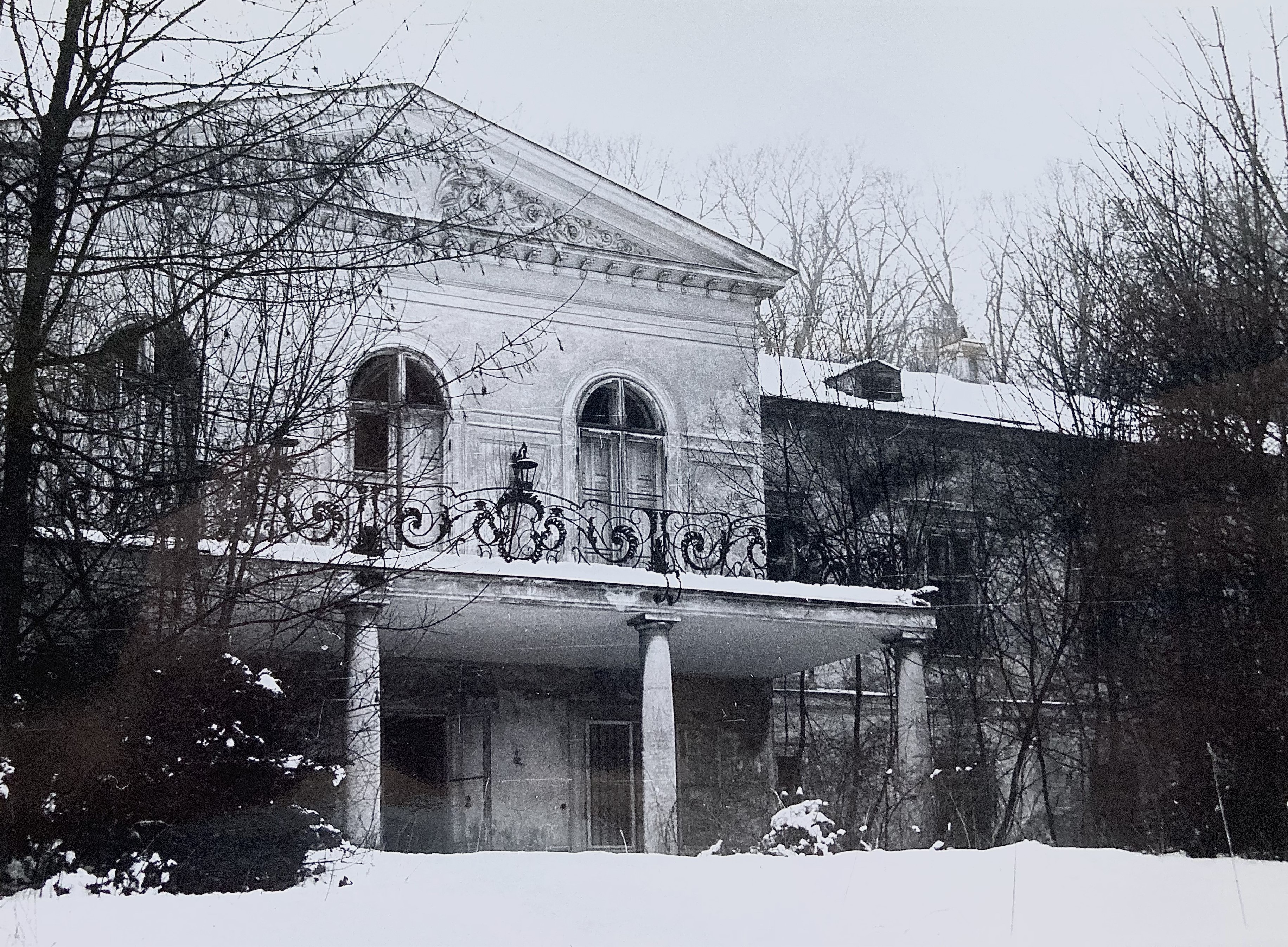
Mittelrisalit der Hauptfassade mit Portikus
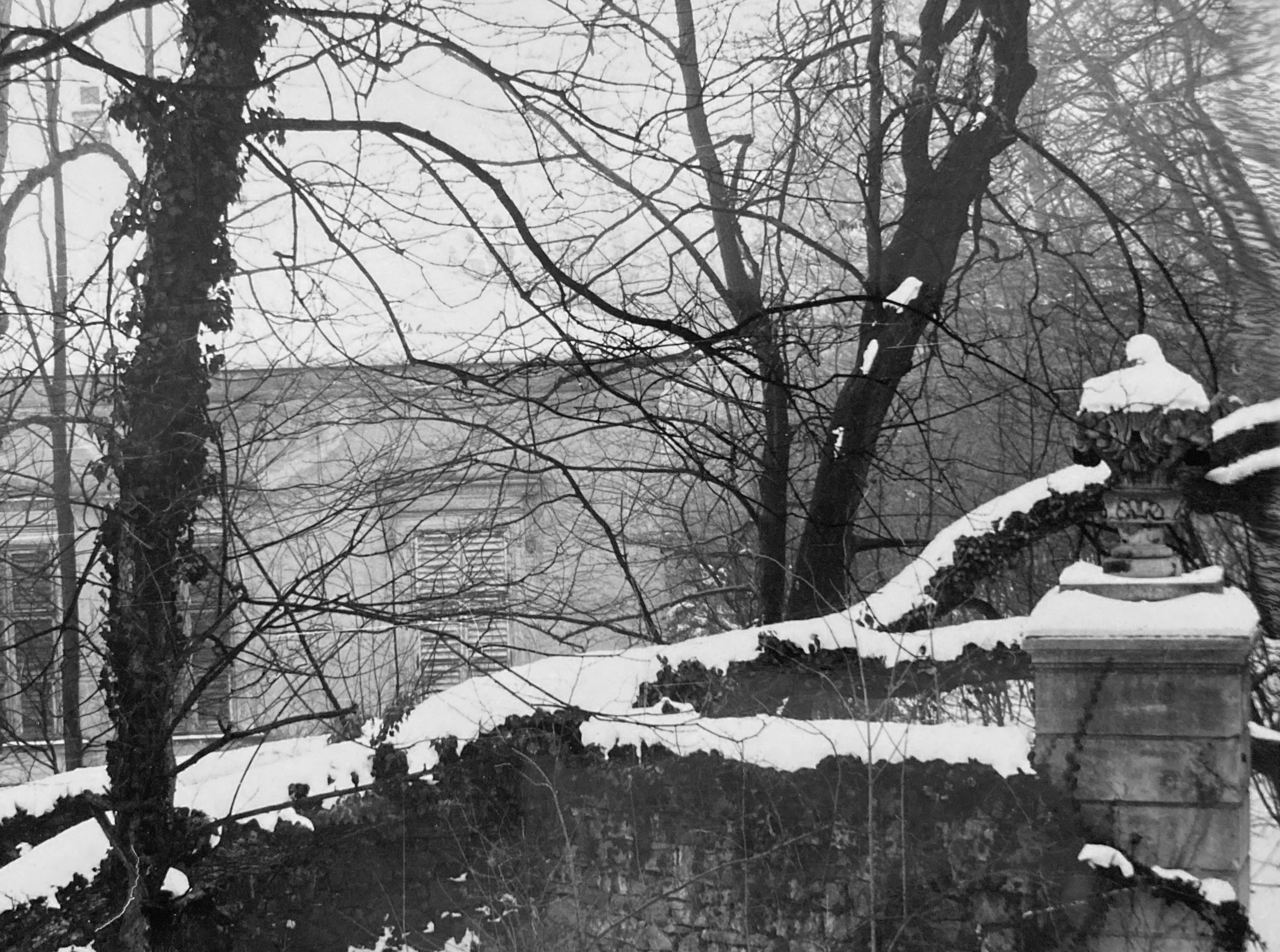
Seitlicher oberer Parkeingang
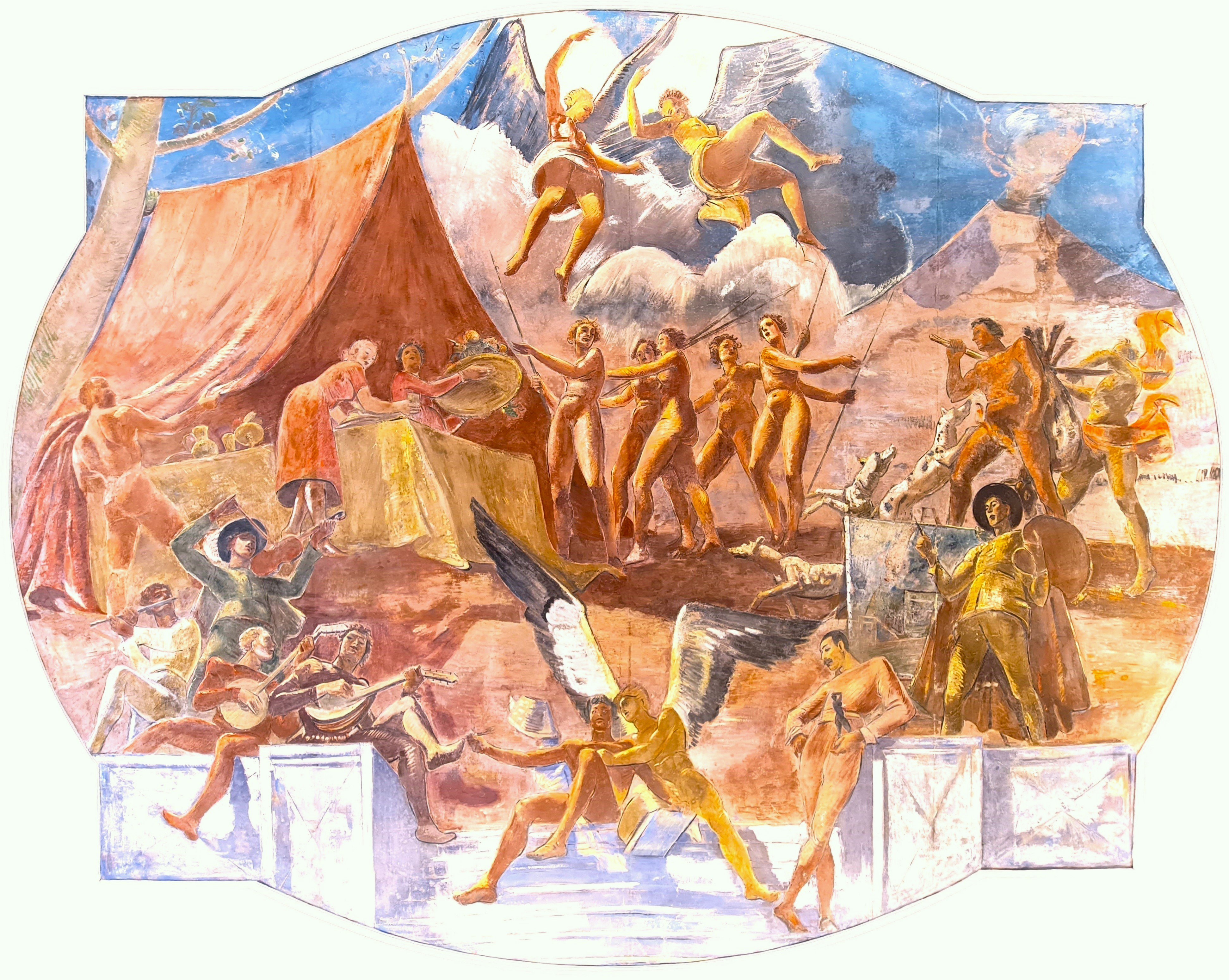
Deckenfresko „Heimkehr Dianas von der Jagd“ (monogrammiert AF), Anton Faistauer, 1929, Ledererschlössel, (Zustand nach Wiederapplizierung im Mozarteum Salzburg)

Als 1971 bekannt wurde, dass, im Zuge der geplanten Errichtung der „Stadt des Kindes“ im unteren Bereich des Grundstücks das Palais geschleift werden sollte, veranstaltete das „Aktionskomitee SOS für Wien“ im „Presseclub Concordia“ eine Pressekonferenz, bei der für die Erhaltung des geschichtsträchtigen Gebäudes – zuletzt im Eigentum der Stadt Wien – plädiert wurde. 
In Pressenotizen anlässlich der bevorstehenden Demolierung des Palais 1971/72 wurde besonders auf das Deckenfresko Anton Faistauers hingewiesen. Kurz bevor das Gebäude der Spitzhacke zum Opfer fiel, konnte in letzter Minute auf Betreiben des „Aktionskomitees SOS für Wien“ (Heinz P. Adamek) das Faistauer-Fresko von Prof. Josef Fastl gesichert und in vier Bahnen abgenommen und danach nach Salzburg transferiert werden. Nach verschiedenen Überlegungen wurde das Faistauer-Fresko schließlich 1976 im Zuge des Neubaus der damaligen Hochschule für Musik und darstellende Kunst (heute Universität Mozarteum Salzburg) in einem, in den Neubau integrierten verbliebenen Saal des größtenteils abgebrochenen barocken Primogeniturpalastes – dem nunmehrigen „Faistauersaal“ – von Prof. Josef Fastl appliziert und restauriert.

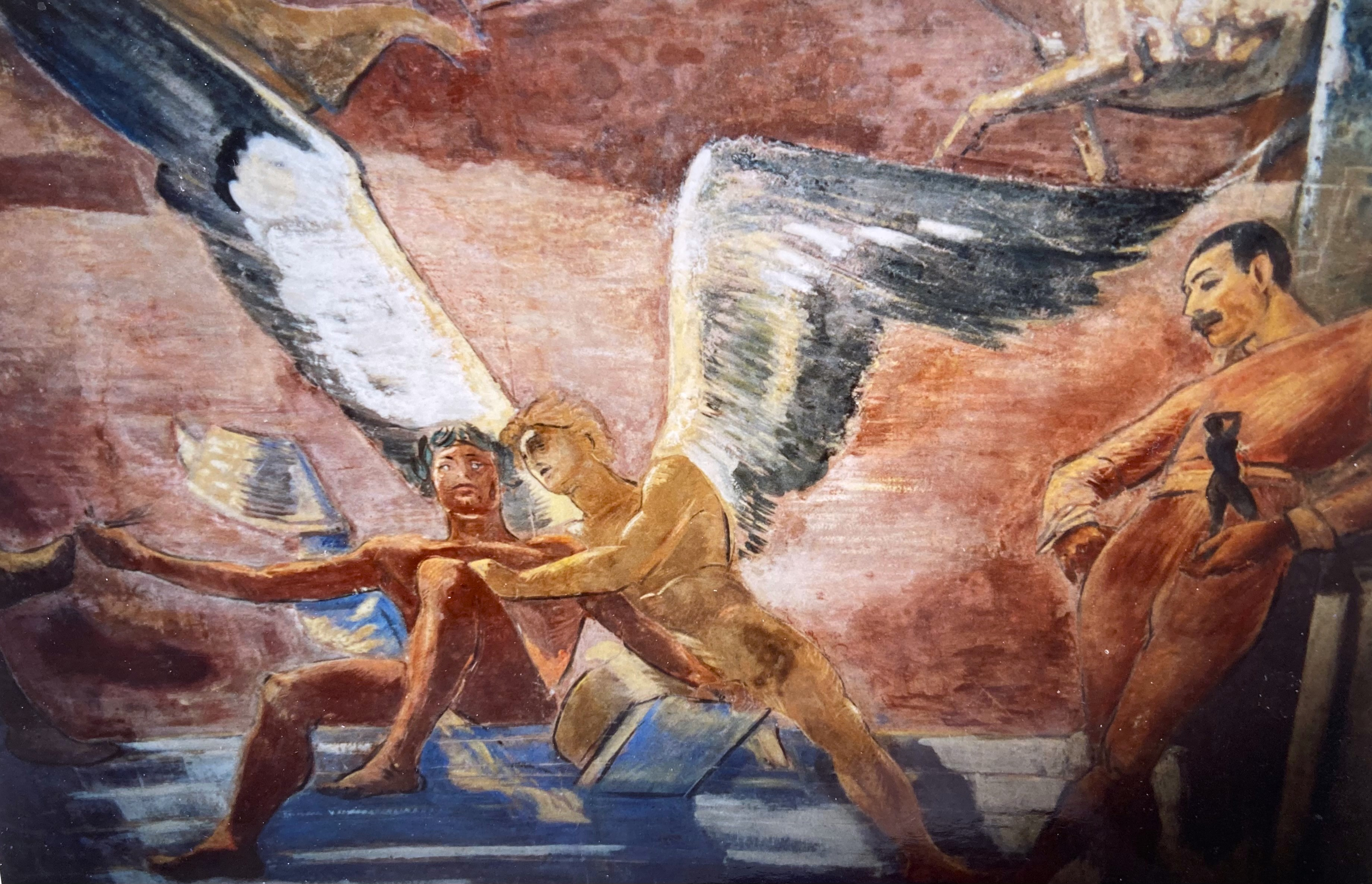
3. Detail des Deckenfreskos „Dianas Heimkehr von der Jagd“ mit Hugo von Hofmannsthal (rechts), Anton Faistauer, 1929, Palais Huldenberg-Lederer

## Nachnutzung
Anton Schweighofer, dem Architekten der von der Gemeinde Wien auf dem weitläufigen Areal geplanten Stadt des Kindes, wäre es ein Anliegen gewesen, das kunsthistorisch wichtige Objekt, etwa als Direktionsbau oder Bibliothek, zu erhalten. Das Schlössl wurde allerdings in einer sogenannten Nacht-und-Nebel-Aktion abgerissen. Der danach auf dem unteren Gelände im Jahr 1974 errichtete Bau, die Stadt des Kindes, eine soziale Großeinrichtung, wurde 2002 überflüssig und an einen Wohnbauträger verkauft.

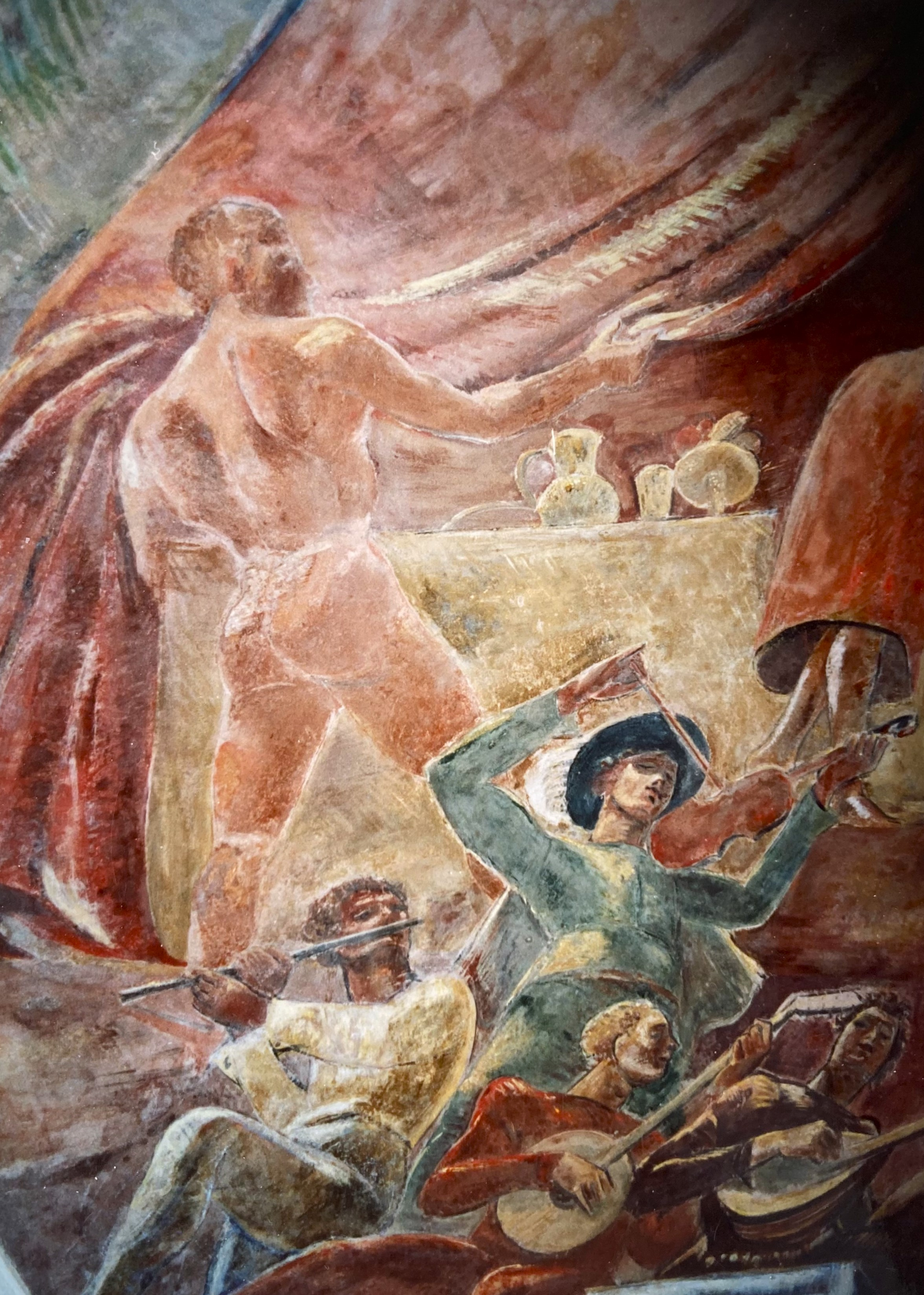
4. Detail des Deckenfreskos „Heimkehr Dianas von der Jagd“, Anton Faistauer, 1929, Palais Huldenberg-Lederer